# Corpos Comuns das Forças Armadas da Espanha
Os Corpos Comuns das Forças Armadas são corpos militares que são comuns aos corpos específicos que existem dentro das Forças Armadas. Os Corpos Comuns são quatro: o Jurídico Militar, o de Intervenção, o de Previdência e o de Músicas Militares. Atualmente, 2.991 militares efetivos compõem este corpo militar. Os centros de formação e instrução do pessoal destes corpos integraram-se na Academia Central da Defesa.

## História
Antes, cada um dos corpos específicos dentro das Forças Armadas tinha seus próprios corpos para encarregar das tarefas das que agora se encarregam os Corpos Comuns. Alegando razões de gestão, estes corpos se centralizaram nos Corpos Comuns, que dependem do Ministério da Defesa (Espanha). Em 1985 unifica-se como corpo comum o Corpo Militar de Intervenção e com a Lei 17/89 Reguladora do Regime do Pessoal Militar Profissional ocorreu o mesmo com os corpos Militar de Previdência e de Músicas Militares.

Corpo Militar de Previdência
Corpo Jurídico Militar
Corpo Militar de Intervenção
Corpo de Músicas Militares